# Gheorghe Negrea
Gheorghe Negrea est un boxeur roumain né le 21 avril 1934 à Sibiu et mort en 2001 à Bucarest.

## Carrière
Il participe aux Jeux olympiques d'été de 1956 en combattant dans la catégorie des poids mi-lourds et remporte la médaille d'argent de la compétition, s'inclinant en finale face à l'américain James Boyd. Sa carrière de boxeur amateur est également marquée par un titre européen à Prague en 1957 et deux médailles d'argent en 1959 et 1961.

### Parcours auxJeux olympiques
Jeux olympiques d'été de 1956 à Melbourne (mi-lourds) :